# Даздарево
Даздарево је насељено мјесто у граду Бијељина, Република Српска, БиХ. Према попису становништва из 2013. у насељу је живјело 522 становника.

## Географија
Налази се на око 90 метара надморске висине, површине 5,35 км2 , удаљено око 8 км од градског центра. Сједиште је истоимене мјесне заједнице. Нешто више од половине Даздарева је збијеног типа, а остале куће су удаљеније једна од друге. Засеоци су: Гувниште, Липовице и дио Кариног пута (други дио припада селу Бродац). Ободом атара протиче рјечица Бистрик. Према предању, на простору данашњег села била је велика шума, па су први досељеници крчењем стварали окућнице. Данас
се само у близини гробља налази већа површина под шумом, а нешто мање су у рубном појасу села. Даздарево су задесиле поплаве 1896, 2010. и 2014, а у посљедњој материјалну штету претрпјело је 56 домаћинстава. Становништво се углавном бави пољопривредом, а мањи број запослен је у Бијељини. Основна школа радила је 1957-1977. и 1989- 1993, а отад ђаци похађају школу у Дворовима. У атару постоје парохијска Црква Сабора српских светитеља и гробље. Село је добило електричну енергију 1961, асфалтни пут 1982, телефонске прикључке 1990, а водовод 1999. године. Поред села пролази магистрални пут Бијељина-Рача. У Даздареву су 2013. радиле продавница мјешовите робе, ковачка и лимарска радња.

## Историја
На локалитету Дуги каиши откривена је праисторијска некропола, за коју се претпоставља да је из млађег гвозденог доба. Римске посуде, ножеви и сјекире нађени су на локалитетима Језеро и Тополице.

## Становништво
Село је 1879. имало 37 домаћинстава и 176 становника (православаца); 1895. - 541 становника; 1948. - 467; 1971. - 549; 1991. - 432; 2013. - 149 домаћинстава и 522 становника (од којих 518 Срба). Породице Авакумовић, Марић славе Јовањдан; Зарић, Јефтић, Милошевић - Никољдан; Маџаревић, Митровић, Ошаповић - Ђурђевдан; Недић, Цвијановић - Светог Симеона Богопримца; Ранкић - Светог Аврамија; Савић - Мратиндан; Станковић - Ђурђиц; Стевић - Крстовдан (27. септембар). Сеоска слава је Покрижак, четвртак по Спасовдану. Према породичним предањима, породице Авакумовић, Маџаревић, Ошаповић доселиле су се из Србије, Зарић и Пајић из Шековића, Масталовић из Црне Горе, Митровић из Криве Баре (Бијељина), Недић из Грачанице (Градачац), Савић и Стевић из Пушковца (Лопаре). Ранкићи су од старине из Даздарева. Породице Јовановић, Масталовић и Пајић су се одселиле или изумрле. У Другом свјетском рату страдало је 13 цивила (од којих пет у логору Јасеновац), а погинуло је седам бораца Народноослободилачке војске Југославије и 19 припадника Југословенске војске у отаџбини. У Одбрамбено-отаџбинском рату 1992-1995. погинула су четири борца Војске Републике Српске, којима је подигнут споменик у селу.
| Националност       | 1991. | 1981. | 1971. | 1961. |
| Срби               | 429   | 397   | 548   | 498   |
| Југословени        | 1     | 84    |       |       |
| остали и непознато | 5     | 1     | 1     |       |
| Укупно             | 435   | 482   | 549   | 498   |

| Демографија | Демографија | Демографија |
| Година      | Становника  | Становника  |
| ----------- | ----------- | ----------- |
| 1879.       | 176         |             |
| 1895.       | 541         |             |
| 1948.       | 467         |             |
| 1953.       | 501         |             |
| 1961.       | 498         |             |
| 1971.       | 549         |             |
| 1981.       | 482         |             |
| 1991.       | 432         |             |

## Религија
Црква Сабора српских светитеља налази се у Даздареву